# Rites of Spring
Rites of Spring var ett amerikanskt post-hardcoreband från Washington DC som ägdes av skivbolaget Dischord Records. Bandet bildades i mars 1984 och splittrades i januari 1986. Bandet är ett av de få banden som tillhör den ursprungliga emomusiken.
Till estetik och framförande sett räknas de som det första emo-bandet, eller åtminstone som starkt inflytelserikt band för den första vågen av "emotional hardcore" som kom i och med bandets splittring.

## Medlemmar
- Guy Picciotto (f. 17 september 1965 i Washington D. C.) - gitarr, sång
- Eddie Janney - gitarr
- Mike Fellows (f. 20 oktober 1958) - elbas
- Brendan Canty (f. 9 mars 1966 i Teaneck, New Jersey) - trummor

## Diskografi
Studioalbum
- Rites of Spring (1985)

EP
- All Through a Life (1987)
- Six Song Demo (2012)

Samlingsalbum
- End on End (1991)